# Reminisce
"Reminisce" é uma canção da cantora americana Mary J. Blige do seu álbum de estreia, What's the 411?. A canção foi composta e produzida por Kenny "G-Love" Greene e Dave "Jam" Hall; foi produzida por Hall e Puff Daddy. A canção chegou ao número 57 na Billboard Hot 100 e número seis na parada Hot R&B/Hip-Hop Songs. "Reminisce" foi remixada em uma versão hip hop pela dupla de gravação Pete Rock & CL Smooth.

## História
"Reminisce" é uma canção de new jack swing inspirada pela soul music dos anos 1970. The Observer notou que a canção "insinuou a perda e melancolia atrás de muita da agressão do hip hop."

## Paradas musicais
| Parada musical (1992)                | Melhor posição |
| ------------------------------------ | -------------- |
| UK Singles Chart                     | 31             |
| U.S. Billboard Hot 100               | 57             |
| Paradas musicais (1993)              | Melhor posição |
| U.S. Billboard Hot R&B/Hip-Hop Songs | 6              |

## Notações
1. ↑  Bogdanov, Woodstra & Erlewine 2002
2. ↑  Myrie, Russell (21 de junho de 2006). «Mary J Blige, Wembley Arena, London». The Independent. Independent News & Media. Consultado em 18 de agosto de 2009
3. ↑  MASSIMO, Rick (21 de maio de 2006). «Geiger, Blige highlights at KISS concert». The Providence Journal. A. H. Belo. Consultado em 18 de agosto de 2009
4. ↑  «Mary J Blige, Rose Hall, New York 16 October». The Observer. Guardian Media Group. 20 de novembro de 2005. Consultado em 18 de agosto de 2009
5. 1 2  «Reminisce - Chart History». Billboard. Nielsen Business Media. Consultado em 18 de agosto de 2009